# RB Leipzig
RB Leipzig njemački je nogometni klub iz Leipziga. Klub je osnovan 19. svibnja 2009. godine i trenutačno se natječe u Bundesligi. RB Leipzig svoje domaće utakmice igra na stadionu Red Bull Arena čiji kapacitet iznosi 42.959. Najveći uspjeh kluba je 2. mjesto u Bundesligi u sezoni 2016./17.

## Povijest
Tvrtka Red Bull GmbH provela je tri i pol godine tragajući za njemačkim klubom u koji bi uložili, prije nego što su odlučili da to bude Leipzig. Osim Leipziga, tvrtka je razmišljala o lokacijama u zapadnoj Njemačkoj i o gradovima kao što su Hamburg, München i Düsseldorf. Tvrtka je svoj prvi korak napravila 2006. godine na prijedlog Franza Beckenbauera da se uloži u Leipzig.
Pošto je lokalni klub FC Sachsen Leipzig već godinama bio u financijskim problemima, to je bila olakšavajuća okolnost za austrijsku tvrtku.
Red Bull GmbH imao je plan uložiti 50 milijuna eura u klub te promijeniti boje i ime kluba. Iako su bili blizu preuzimanja, nakon nekoliko mjeseci protesta navijača koji su bili protiv drastičnih promjena, tvrtka se morala povući te su planovi o preuzimanju kluba propali. Nakon pregovora s klubovima FC St. Pauli, TSV 1860 München, Fortuna Düsseldorf, grad Leipzig je i dalje bila želja tvrtke Red Bull GmbH.
Godine 2009. austrijski milijarder i vlasnik kompanije Red Bull GmbH, Dietrich Mateschitz otkupljuje licencu od SSV Markranstädta za nastup u petom rangu njemačkog nogometa.
Najveći problem Austrijancu predstavljalo je ime, tj. kako da u ime kluba stavi Red Bull, pošto je po zakonima Njemačkog nogometnog saveza zabranjeno u imenu nogometnih klubova imati sponzora. Nogometni klub nazvao je RasenBallsport Leipzig, što doslovno znači Loptački sport na travi Leipzig. Ali, skraćeno ga zovu RB Leipzig, što je Dietrichu Mateschitzu i bio cilj.
Ipak, za razliku od ostalih milijardera koji ulažu velike svote novca na kupovinu kvalitetnih i skupih igrača, RB Leipzig vođen je drugačijom politikom. Ulaže se prije svega u mlađe kategorije, a tome svjedoči izgradnja trening kampa za omladinsku školu, kao i angažiranje Frieder Schrof koji je uspješno vodio omladinske pogone Stuttgarta. RB Leipzig je postao peti klub u vlasništvu kompanije Red Bull GmbH. Bikovi su za vrlo kratko vrijeme dogurali od petog ranga njemačkog nogometa do Bundeslige.

## Poznati igrači
- Joško Gvardiol
- Naby Keïta
- Ibrahima Konaté
- Dayot Upamecano
- Dani Olmo
- Yussuf Poulsen
- Marcel Sabitzer
- Dayot Upamecano
- Timo Werner

## Vanjske poveznice
- Službena web stranica  Arhivirana inačica izvorne stranice od 15. travnja 2015. (Wayback Machine)